# Ведьмак (игра)
«Ведьма́к» (англ. The Witcher, пол. Wiedźmin) — компьютерная ролевая игра, разработанная польской компанией CD Projekt RED по мотивам одноимённой серии романов польского писателя Анджея Сапковского. Релиз игры на платформе Windows состоялся 24 октября 2007 года — в России, 26 октября — в Европе и 30 октября — в США. В 2012 году вышла версия для OS X.
Под управлением игрока предстает главный герой литературного мира Сапковского — ведьмак Геральт из Ривии. Действие игры разворачивается после событий саги о ведьмаке — едва живой, Геральт впадает в амнезию и вынужден заново учить своё ремесло. Игрок восстанавливает потерянный опыт главного героя, сражаясь с человеческими противниками и монстрами. В то же время перед ним ставится моральный выбор, от которого зависит дальнейшая судьба игрового мира. Игра достоверно отражает мрачную атмосферу вселенной романов, однако её сюжет не получил официальной поддержки Сапковского.
Разработка «Ведьмака» продолжалась четыре года. В игре используется движок Aurora от BioWare. Релиз игры сопровождался рекламной кампанией, бюджет которой составил около 19 миллионов злотых. Игра была положительно встречена критиками, которые высоко оценили её сюжет, графику, звуковое сопровождение и боевую систему, но раскритиковали технические ошибки; большинство из них было исправлено в выпущенном в сентябре 2008 года «дополненном издании», в котором было также добавлена новая сюжетная линия. В 2011 году вышло продолжение игры под названием «Ведьмак 2: Убийцы королей». В мае 2015 года состоялся релиз третьей части серии — «Ведьмак 3: Дикая Охота».
26 октября 2022 года CD Projekt RED анонсировала ремейк игры, разрабатываемый полностью с нуля на движке Unreal Engine 5.

## История создания

### Разработка
Идея о разработке игры по серии романов «Ведьмак» родилась ещё в 90-е, а разработкой игры занималась небольшая польская студия Metropolis. Процесс разработки возглавил Адриан Хмеляж, позже ставший известный тем, что основал студию People Can Fly. Хмеляж был большим поклонником саги о Ведьмаке и лично знал автора Анджея Сапковского ещё с 80-х годов, познакомившись с ним на фестивалях фантастической литературы. В итоге, после переписки по почте, Хмеляж получил у Сапковского разрешение на разработку игры. В ходе этой же переписки Хмеляж и придумал англоязычный перевод термина Wiedźmin (пол. Ведьмак) — The Witcher. Выход «Ведьмака» был запланирован на 1997 год, игра была не в жанре ролевой игры, а ближе к экшн-адвенчуре с ролевыми элементами, но при этом в ней был сделан акцент на сюжетную составляющую, рассчитанную на взрослую аудиторию, а также игроку предлагалось делать сложные моральные выборы — по словам Хмеляжа, сейчас этим никого не удивить, но в 90-е это было в новинку. Причины того, почему «Ведьмак» от Metropolis никогда не вышел, были в том, что у разработчиков возникали проблемы с технической стороны, а также у издателя не было уверенности, что игра с сеттингом, вдохновлённым славянской мифологией, возымеет финансовый успех у международной аудитории. Формально проект так и не был закрыт, но интерес к нему среди разработчиков угасал, кроме того, Metropolis разрабатывала другую игру, Gorky 17. Несмотря на отмену проекта, о «Ведьмаке» от Metropolis были публикации в польских журналах, посвящённых компьютерным играм.
В 2002 году другая, недавно созданная, польская компания, CD Projekt RED, получила права на «Ведьмака», а в 2004 началась полноценная разработка игры. Первоначально работой над сюжетом игры занимались польские писатели в жанре фэнтези Яцек Комуда (пол. Jacek Komuda) и Мацей Юревич (пол. Maciej Jurewicz). После изменения состава студии автором сценария стал Артур Ганшинец. Анджей Сапковский не принимал участия в разработке сюжета игры.
По первоначальной задумке авторов игры главным героем должен был стать не основной персонаж цикла романов — Геральт из Ривии, а неизвестный охотник на монстров, однако позже от этой идеи авторы отказались. Игра должна была выйти в 2006 году, затем дата релиза была перенесена на весну 2007 года, но в итоге было решено выпустить игру осенью 2007 года.
Первоначально команда CD Projekt RED планировала создавать игру на собственном игровом движке, который они пытались разработать ещё в 2002—2003 годах, однако анализ ситуации показал что лучше будет использовать лицензированный движок. На E3 2003 CD Projekt RED договорились с BioWare протестировать их игровые движки. В результате выбор разработчиков пал на движок Aurora (который также использует игра 2002 года Neverwinter Nights), как на самый подходящий для ролевой игры. Движок был изменён более чем на 80 %, разработчиками была добавлена поддержка рендеринга с использованием DirectX 9, полностью переработаны физическая составляющая и игровой процесс, а также внесены изменения для игры одним персонажем.
Постановкой системы боя занимались специалисты из Польской каскадёрской академии. В итоге, по заявлению старшего дизайнера Мацека Щесника (пол. Maciek Szczesnik), ими был выработан стиль, который по праву можно назвать ведьмачьим, совмещающий искусство фехтования Средневековья, айкидо и многих других боевых искусств. Подготовка хореографии заняла более 900 часов. Для изображения движений Геральта во время боевых сцен разработчики использовали технологию motion capture, в этом им помогал один из самых известных в Польше специалистов по средневековому оружию и фехтованию Марцин Змудзкий (пол. Marcin Zmudzki).
4 мая 2006 года компания CD Projekt RED объявила, что созданием игровых роликов для «Ведьмака» будет заниматься польская постпродакшн студия Platige Image.
31 августа 2006 года компания CD Projekt подписала договор с компанией Atari Europe, по которому последняя будет распространять «Ведьмака» на территории Европы (кроме Польши, Чехии и Словакии, где игру будет издавать CD Projekt) и Азии.
В октябре 2006 года компания CD Projekt RED начала искать российского издателя для своей игры. В итоге, 28 ноября 2006 года эксклюзивные права на издание игры «The Witcher» на территории России, стран СНГ и Балтии получила компания «Новый Диск».
В начале февраля 2007 года было объявлено, что издателем игры на территории Северной Америки будет местное подразделение компании Atari.
В начале сентября 2007 года компания CD Projekt RED объявила, что завершено бета-тестирование игры, и она почти готова отправиться в печать.
Разработка игры «Ведьмак» заняла у компании CD Projekt RED примерно 48 месяцев, на что было потрачено около $10 млн. Игра была локализована на 10 языках (озвучена только для 9).
Релиз игры в России состоялся 24 октября 2007 года, в Европе 26 октября и в США 30 октября 2007 года. В версии игры, вышедшей в США, были сильно отредактированы диалоги (в основном была убрана грубая лексика) и некоторые картинки из дневника главного персонажа.

### Продажи
В октябре 2007 год в США игра находилась на 76-м месте списка продаж игр для PC. А в январе 2008 года игра поднялась на 54-е место.
В феврале 2008 года было объявлено, что за первые 3 месяца компания CD Projekt RED продала 600 000 копий игры.
Всего на декабрь 2008 продано 1 млн копий.
До конца мая 2011 продано 1,87 млн копий. B 2011 году продано 400 тысяч. Кроме того до июля 2012 продано 50.000 копий версии для macOS.
По данным финансового отчета CD Projekt Red за I квартал 2023 года, за все время в мире было продано 75 млн копий видеоигр серии. При этом продажи третьей части игры «Ведьмак 3: Дикая Охота» превысили 50 миллионов копий, в результате чего она вошла в десятку самых продаваемых игр в истории.

## Поддержка игры

### Редактор «Д’жинни» и модули-приключения
Сразу после релиза игры CD Projekt RED планировала выпустить свой игровой редактор приключений для «Ведьмака» под названием «Д’жинни» (англ. D’jinni Adventure Editor). В феврале-марте 2008 года было объявлено, что версия редактора для пользователей почти готова, и она выйдет в ближайшее время. Однако его релиз состоялся только в середине 2008 года.

### «Дополненное издание»
18 февраля 2008 года CD Projekt RED анонсировала новость, что 14 марта 2008 года появится в Интернете, а 16 мая поступит в продажу новая и улучшенная версия «Ведьмака». По словам Михала Кичиньского, генерального директора CD Projekt: «Основной идеей при разработке расширенного издания „Ведьмака“ было устранение всех ошибок оригинальной версии». Кроме изменений в геймплее и графике, в игру должны были войти 2 новых модуля-приключения и игровой редактор. На следующий день компания «Новый Диск» заявила, что новое издание игры выйдет и на территории России, и в нём, кроме всего прочего, будут исправлены некоторые ошибки русской локализации, а также переведены и озвучены новые модули-приключения. Позже выпуск улучшенной версии игры был перенесён на осень.
16 сентября 2008 года в США (а 19 сентября — в остальных странах) состоялся выпуск улучшенной версии игры под названием «Ведьмак: Дополненное издание» (англ. The Witcher: Enhanced Edition). Оно содержит изменённую версию игры с улучшенным геймплеем, интерфейсом и графикой (около 50 новых моделей NPC и улучшенная лицевая анимация для всех персонажей игры), новыми квестами, а также дополнительные материалы и конструктор новых сюжетных модулей для игры. «Дополненное издание» распространяется как на дисках вместе с оригинальной игрой и отдельно в виде патча 1.4 (под названием «Ведьмак: Новые главы»), так и через Интернет в виде патча.

### «Золотое издание»
13 мая 2010 года в продажу поступило «Золотое издание» игры. Издателем выступила компания Новый Диск. В состав издания вошли патч 1.5, и пять приключений, сделанных фанатами при помощи игрового редактора Д’жинни.
В международное издание игры были включены следующие языки: русский, английский, польский, итальянский, французский, испанский, немецкий, чешский, венгерский и китайский. При этом игроки могут настроить любую комбинацию языков и субтитров по своему желанию (китайский язык поддерживается только субтитрами).

## Игровой мир
Игровой мир основан на произведениях польского писателя фэнтези Анджея Сапковского. Он отличается от большинства выдуманных вселенных отсутствием чёткого деления на чёрное и белое. Разработчики отмечают зрелость их игрового мира, а также то, что их персонажами движут обычные человеческие (или нечеловеческие) потребности, страсти и чувства, а не какие-то абстрактные силы как добро или зло.
Игровой мир населяют различные расы — люди, эльфы, краснолюды, низушки, гномы, дриады, а также множество самых разнообразных монстров. Некоторые персонажи в диалогах дословно цитируют текст произведений Сапковского.

### Сюжет
В основу игры положена история жизни Геральта из Ривии. В игре используется идея мира и персонажи Саги, сюжет игры продолжает историю, описанную в книгах.
Главный герой — Геральт — ведьмак, специально созданный (в детстве был целенаправленно подвергнут различным мутациям для получения большей силы, улучшенной реакции и ускоренного метаболизма) и обученный охотник на монстров. Сюжет игры начинается через два года после событий последней книги из цикла о ведьмаках — «Владычица Озера», и разделяется на пять отдельных частей (глав), пролог и эпилог.
Многие сюжетные повороты зависят от выбора, который игрок самостоятельно должен делать в процессе игры.
В начале игры раненого Геральта, потерявшего память, привозят в крепость Каэр Морхен — горную резиденцию ведьмаков, где раньше и обучали ведьмаков. Здесь он встречает своих старых друзей: чародейку Трисс Меригольд и других оставшихся в живых ведьмаков. Геральт узнаёт, что есть ещё один ведьмак — Беренгар, о котором никто давно ничего не слышал. Вскоре крепость атакуют бандиты из организации «Саламандра» под предводительством некоего Профессора и таинственного волшебника (Азара Яведа). Геральт узнаёт, что нападение совершено с целью получения секретных мутагенов ведьмаков, хранившихся в подземной лаборатории крепости. Во время нападения Профессор убивает Лео — самого молодого ведьмака. Весемир решает, что пришло время покинуть Каэр Морхен. После похорон Лео ведьмаки решают разделиться, чтобы быстрее отыскать след Саламандр. Геральту выпадает идти в Темерию. Там он встречает Шани и Золтана Хивая.
Геральт задерживается в предместьях Вызимы из-за карантина, введённого в столице. Для получения пропуска в Вызиму ему необходимо расправиться с таинственным Зверем, который терроризирует жителей предместья, вызывая по ночам призрачных псов — баргестов, и разгадать, отчего на предместье легло проклятье.
Кроме того, Геральт вынужден решить судьбу местной ведьмы Абигайл — отдать её разъяренной толпе, которая считает, что Зверя призвала именно ведьма, или спасти её, предполагая, что проклятье на предместье лежит из-за его жителей, в частности Преподобного. Здесь же Геральт впервые встречает мальчика по имени Альвин, который оказывается Истоком.
При попытке войти в город Вызиму Геральт встречает сопротивление городской стражи и попадает в тюрьму, выйти откуда он сможет, только если победит чудовище в канализации — кокатрикса. Согласившись на сделку, Геральт спускается в коллекторы, где встречает рыцаря Ордена Пылающей Розы — Зигфрида, который предлагает ему помощь. Успешно уничтожив монстра и отбив атаку бандитов Саламандры, герой, наконец, попадает в Вызиму. С помощью частного детектива Геральт начинает вести расследование с целью выяснить, кто связан с организацией «Саламандра». Впоследствии Геральт узнаёт, что частный детектив мёртв, а его облик принял Азар Явед. После путешествия на болота и беседы с местными жителями, Геральт узнает о том, что Беренгар, таинственный ведьмак, которого Геральт хочет найти, жив. Геральту предстоит познакомиться с предводителем Белок Яевинном, распутать детективную историю и, в конце концов, сразиться с Азаром Яведом. Он также поймет неотвратимость назревшего конфликта ордена с нелюдями — партизанской организацией «Скоя’таэли», что переводится с эльфского языка как «Белки». Здесь впервые Геральт может сделать выбор: помочь нелюдям или рыцарям ордена «Пылающей Розы». Однако этого выбора он может и не сделать, просто не взяв задание.
После схватки с Азаром Яведом на болотах Геральт приходит в себя дома у Трисс, в Купеческом квартале Вызимы. Теперь уничтожение главной базы «Саламандр» — только вопрос времени. Для этого он объединяет усилия с нильфгаардским купцом Леуваарденом и Трисс Меригольд. На приеме у купца Геральт знакомится со всеми «тёмными лошадками» большой шахматной партии, делает серьёзный выбор между Орденом и Белками (но может выбрать нейтралитет) и берёт шефство над Альвином, а также выбирает себе любовницу между Шани и Трисс Меригольд на всю игру.
После стычки с Профессором и Азаром Яведом Геральт узнает о связи принцессы Адды с «Саламандрами». Геральт едва не погибает, но в последний момент Трисс Меригольд телепортирует его на берег озера возле какой-то деревушки. Оказавшись в райском уголке, Геральт решает конфликт между местными людьми и жителями подводной страны, сражается с легендарным Дагоном, распутывает детективную историю с дочерьми солтыса. Также он наставляет Альвина, встречается с Владычицей Озера и Беренгаром. Альвин телепортируется в неизвестное направление и время. В конце Геральт должен окончательно решить: либо присоединиться к одной из сторон конфликта — Белкам или Ордену, — либо не вмешиваться.
Возвратившись в Вызиму, Геральт и Лютик видят город в огне, узнают о приезде короля Фольтеста и о том, что Адда снова превратилась в стрыгу. В Вызиме гражданская война: на улицах Белки и Орден устраивают настоящую резню; Геральт видит, к чему привёл его выбор. Также Геральт встречается с королём Фольтестом, раскрывает тайну Де Ветта и вновь освобождает Адду от проклятья (или убивает её). В конце ему снова предстоит сразиться с Азаром.
Геральт соглашается помочь королю убить предателя — магистра Ордена Пылающей Розы, Якова из Альдерсберга, который пытался захватить власть во время отсутствия короля, — и остановить кровопролитие в Вызиме. Пройдя по улицам разрушенной Вызимы, Геральт осознаёт многие вещи, сражается с монстром из канализации и в конце концов попадает в иллюзионный мир могущественного мага. В конце ведьмак должен сразиться с ним и Королём Дикой охоты, окончательно решив для себя вопрос Предназначения.

## Игровой процесс
| Системные требования           | Системные требования | Системные требования |
| ------------------------------ | --- | --- |
|                                | Рекомендации | |
| «Ведьмак»                      | | |
| ОС                             | Microsoft® Windows® XP Service Pack 2 (Microsoft® Windows® Vista официально не поддерживается)                                                         | Microsoft® Windows® XP Service Pack 2 (Microsoft® Windows® Vista официально не поддерживается)                                                         |
| ЦПУ                            | Intel Pentium 4 2,4 ГГц или AMD Athlon 64 2800+ | Intel Pentium 4 2,4 ГГц или AMD Athlon 64 2800+ |
| Объём ОЗУ                      | 1 ГБ | 1 ГБ |
| Место на диске                 | 9 ГБ | 9 ГБ |
| Информационный носитель        | DVD | DVD |
| Видеокарта                     | 3D-видеоадаптер с памятью 128 МБ, совместимый с DirectX® 9.0c, с поддержкой Vertex Shader / Pixel Shader 2.0 (NVIDIA GeForce 6600 или ATI Radeon 9800) | 3D-видеоадаптер с памятью 128 МБ, совместимый с DirectX® 9.0c, с поддержкой Vertex Shader / Pixel Shader 2.0 (NVIDIA GeForce 6600 или ATI Radeon 9800) |
| Звуковая плата                 | Звуковое устройство, совместимое с DirectX® 9.0c | Звуковое устройство, совместимое с DirectX® 9.0c |
| Устройства ввода               | клавиатура, компьютерная мышь | клавиатура, компьютерная мышь |
| «Ведьмак: Дополненное издание» | | |
| ОС                             | Microsoft® Windows® XP Service Pack 2 или Microsoft® Windows® Vista                                                                                    | Microsoft® Windows® XP Service Pack 2 или Microsoft® Windows® Vista                                                                                    |
| ЦПУ                            | Intel Pentium 4 2,4 ГГц или AMD Athlon 64 2800+ | Intel Pentium 4 2,4 ГГц или AMD Athlon 64 2800+ |
| Объём ОЗУ                      | 1 ГБ | 1 ГБ |
| Место на диске                 | 13,4 ГБ | 13,4 ГБ |
| Информационный носитель        | DVD | DVD |
| Видеокарта                     | 3D-видеоадаптер с памятью 128 МБ, совместимый с DirectX® 9.0c, с поддержкой Vertex Shader / Pixel Shader 2.0 (NVIDIA GeForce 6800 или ATI Radeon X800) | 3D-видеоадаптер с памятью 128 МБ, совместимый с DirectX® 9.0c, с поддержкой Vertex Shader / Pixel Shader 2.0 (NVIDIA GeForce 6800 или ATI Radeon X800) |
| Звуковая плата                 | Звуковое устройство, совместимое с DirectX® 9.0c | Звуковое устройство, совместимое с DirectX® 9.0c |
| Устройства ввода               | клавиатура, компьютерная мышь | клавиатура, компьютерная мышь |

В процессе прохождения игроку много раз предстоит сделать выбор дальнейших действий, который может сильно повлиять на сюжет. Последствия выбора периодически показываются в виде флешбэков.
В игре доступны три режима поведения камеры:
- дальняя изометрия — камера высоко над героем, управление с помощью мыши,
- ближняя изометрия — камера ближе к герою, управление с помощью мыши,
- вид от третьего лица — вид из-за плеча главного героя, ограниченная видимость, управление с помощью клавиатуры и мыши.

### Ролевая система
Герой получает очки опыта за выполнение заданий и убийство монстров. Получив определённое количество опыта, герой получает новый уровень и вместе с ним несколько так называемых талантов, которые можно распределять в дереве умений (однако некоторые навыки можно получить лишь приготовив соответствующий эликсир). Таланты бывают трёх видов — бронзовые, серебряные и золотые. Бронзовые таланты доступны с нулевого, серебряные с пятнадцатого, а золотые с тридцатого уровня.

### Бой
Бой с противниками происходит в режиме реального времени. Система ведения боя в игре несколько отличается от стандартной системы для такого типа игр. Игрок выбирает один из трёх стилей ведения боя:
- силовой — применяется против медлительных противников, защищённых тяжёлой бронёй, наносит большой урон, но скорость атаки низкая,
- быстрый — применяется против быстрых противников, наносит относительно малый урон, но скорость атаки высокая,
- групповой — применяется против группы противников, скорость атаки высокая, урон относительно небольшой, но по всем врагам вокруг Геральта.

Во время игры доступно динамическое переключение между режимами. При использовании одного из двух ведьмачьих мечей — стального (применяется для сражений с людьми и обычными животными) и серебряного (применяется для сражения с монстрами) — герой может исполнять особые мощные приёмы, а также совершить серию атак, для чего необходимо вовремя кликнуть мышкой по врагу. Также можно совершить отскок и перепрыгнуть через противника, но нельзя парировать удары — персонаж выполняет это действие автоматически. Режим камеры и стиль боя можно изменить в любой момент игры.

### Знаки
Игроку доступны так называемые ведьмачьи знаки — простые заклинания:
- Аард — отталкивает и сбивает противников с ног, вероятен нокдаун или оглушение;
- Квен — временно создаёт магическое защитное поле вокруг Геральта, которое также может наносить урон нападающему. Действие знака прекращается после того, как герой начнёт атаку или когда истечет время действия;
- Ирден — устанавливает магическую ловушку, наносящую урон монстрам, оказавшимся рядом.
- Игни — атакует противника огнём, возможно воспламенение; также с его помощью можно разжечь костёр;
- Аксий — пси-атака противника. Есть возможность заставить врага сражаться на стороне ведьмака;

Знаки Геральт получает по ходу игры, активируя «круги силы».

### Алхимия
Алхимия — важная часть игрового процесса. При помощи алхимии игрок может создавать эликсиры, масла и бомбы:
- Эликсиры восстанавливают здоровье или энергию персонажа, позволяют видеть в темноте, и оказывают другие полезные действия. Имеют различный уровень токсичности.
- Масла, нанесённые на меч, увеличивают урон против определённых типов существ (призраков, вампиров и т. д.) и дают дополнительные эффекты (яд, парализация).
- Бомбы наносят урон всем противникам вокруг Геральта и накладывают на них разные эффекты (страх, оглушение, ослепление).

Распределение полученных навыков, приготовление эликсиров, масел и бомб выполняется только в режиме медитации. В режим медитации можно перейти только в определённых местах (например — у костров, предварительно их нужно разжечь). Также медитация снижает уровень токсичности, восстанавливает здоровье и энергию.

### Мини-игры
В ходе игры существует возможность сыграть в мини-игры, есть и связанные с ними дополнительные задания:
- «покер с костями»,
- «кулачный бой»,
- «пьём до дна».

#### Покер с костями
Цель игры — собрать комбинацию из игральных костей достоинством больше, чем у соперника. Игра ведется до 2 побед. Победитель получает все деньги из банка. Банк формируется из ставок игроков, которые они делают по ходу игры (первая ставка делается в самом начале игры).
Между этими фазами игроки делают ставки, размер которых зависит от соперника.

## Музыка
Обычное издание игры содержит диск с музыкой по мотивам игры (англ. Music Ispired by the Game). В коллекционное издание дополнительно входит диск с саундтреком из 29 композиций.
Над саундтреком к игре работали польские композиторы Павел Блащак (пол. Paweł Błaszczak) и Адам Скорупа (пол. Adam Skorupa), вокал — Ивона Мальч (пол. Iwona Malcz).

### Музыка из игры
| №   | Название                     | Автор(ы)                    | Длительность |
| --- | ---------------------------- | --------------------------- | ------------ |
| 1.  | «Dusk of a Northern Kingdom» | Адам Скорупа                | 4:32         |
| 2.  | «A Wolf’s Demise»            | Адам Скорупа                | 2:09         |
| 3.  | «River of Life»              | Павел Блащак                | 5:19         |
| 4.  | «Mighty»                     | Павел Блащак                | 1:08         |
| 5.  | «Dead City»                  | Адам Скорупа                | 8:02         |
| 6.  | «Last Battle»                | Павел Блащак                | 1:12         |
| 7.  | «Elaine Ettariel»            | Адам Скорупа                | 1:13         |
| 8.  | «To Arms (Rebellion)»        | Адам Скорупа                | 1:22         |
| 9.  | «The Princess Striga»        | Павел Блащак, Адам Скорупа  | 6:50         |
| 10. | «Returning to the Fortress»  | Павел Блащак                | 1:28         |
| 11. | «Evening in the Tavern»      | Павел Блащак                | 0:55         |
| 12. | «Peaceful Moments»           | Адам Скорупа                | 5:08         |
| 13. | «An Ominous Place»           | Адам Скорупа                | 5:10         |
| 14. | «Temerian Castle Theme»      | Павел Блащак                | 0:47         |
| 15. | «The Order»                  | Павел Блащак                | 3:51         |
| 16. | «Night Approaches»           | Павел Блащак                | 1:06         |
| 17. | «The Grand Master Revealed»  | Адам Скорупа                | 1:26         |
| 18. | «Withered Roses»             | Адам Скорупа                | 1:14         |
| 19. | «Prepare for Battle!»        | Павел Блащак                | 1:06         |
| 20. | «Do You Remember?»           | Адам Скорупа                | 1:30         |
| 21. | «The Lesser of Two Evils»    | Павел Блащак, Адам Скорупа  | 1:53         |
| 22. | «Catch Me If You Can»        | Адам Скорупа                | 0:22         |
| 23. | «Tavern at the End of World» | Павел Блащак                | 1:23         |
| 24. | «The Dike»                   | Павел Блащак                | 7:02         |
| 25. | «Twilight»                   | Адам Скорупа                | 0:37         |
| 26. | «A Matter of Conscience»     | Павел Блащак и Адам Скорупа | 1:26         |
| 27. | «Leo’s Farewell»             | Адам Скорупа                | 1:44         |
| 28. | «Silver Sword»               | Павел Блащак                | 1:31         |
| 29. | «Kingdom & Betrayal»         | Павел Блащак, Адам Скорупа  | 1:48         |

На церемонии выбора лучшего оригинального саундтрека к игре за 2007 год «Best Original Score» (рус. Лучшее музыкальное сопровождение), проводимой всемирно известным игровым сайтом IGN, саундтрек «Ведьмака» завоевал первое место.
На церемонии награждения лучших игр 2007 года, которая проходила на российском игровом портале PlayGround.ru, саундтрек к игре «Ведьмак» получил от редакции сайта награду «Музыка года». «Любая мелодия идеально вписывается в происходящее, идеально создаёт атмосферу, идеально звучит. Лучшая музыка 2007-го года. Выпущенная, к слову, на отдельном диске.» — так охарактеризовали саундтрек журналисты сайта.

### Музыка по мотивам игры
Над записью диска работали многие известные польские музыкальные группы. Польская группа Vader, играющая в стиле дэт-метал, записала песню «Sword of The Witcher» (рус. Меч ведьмака) специально для игры.
| №   | Название                | Автор(ы)               | Длительность |
| --- | ----------------------- | ---------------------- | ------------ |
| 1.  | «Tales of the Witcher»  | Адам Скорупа           | 2:35         |
| 2.  | «Born Again»            | Rootwater              | 4:37         |
| 3.  | «Throw The Stone»       | Jesus Chrysler Suicide | 5:32         |
| 4.  | «Sword of the Witcher»  | Vader                  | 3:34         |
| 5.  | «Tarot»                 | Lady Aarp              | 4:15         |
| 6.  | «Hallowed by the name»  | Habakuk                | 4:14         |
| 7.  | «Sapphire Waters»       | Village Kollektiv      | 4:24         |
| 8.  | «Skellige»              | Duan                   | 4:19         |
| 9.  | «Sou-au»                | Me Myself And I        | 4:28         |
| 10. | «Bring to the Boil»     | Beltaine               | 4:32         |
| 11. | «Sentinels of Brokilon» | Rimead                 | 7:16         |
| 12. | «The Witcher Theme»     | Believe                | 2:13         |
| 13. | «Running Away»          | Skowyt                 | 2:54         |
| 14. | «They Want to Suck»     | Lal                    | 3:08         |
| 15. | «Trial of Herbs»        | Марцин Пшибылович      | 3:02         |

## Отзывы и критика
| Сводный рейтинг       | Сводный рейтинг |
| Агрегатор             | Оценка          |
| --------------------- | --------------- |
| GameRankings          | 81,57 %         |
| Metacritic            | 81/100          |
| Иноязычные издания    |                 |
| Издание               | Оценка          |
| 1UP.com               | B-              |
| Eurogamer             | 7/10            |
| GameSpot              | 8,5/10          |
| GameSpy               | 4,5/5           |
| IGN                   | 8,5/10          |
| Русскоязычные издания |                 |
| Издание               | Оценка          |
| 3DNews                | 10/10           |
| Absolute Games        | 85 %            |
| Gametech              | 10/10           |
| «PC Игры»             | 8,5/10          |
| PlayGround.ru         | 9,5/10          |
| StopGame.ru           | 10/10           |
| «Игромания»           | 8,5/10          |
| «Игры Mail.ru»        | 8,5/10          |
| «Мир фантастики»      | 9/10            |
| «Страна игр»          | 8,5/10          |

| Сводный рейтинг       | Сводный рейтинг |
| Агрегатор             | Оценка          |
| --------------------- | --------------- |
| GameRankings          | 86,00 %         |
| Metacritic            | 86/100          |
| Иноязычные издания    |                 |
| Издание               | Оценка          |
| 1UP.com               | B               |
| Eurogamer             | 8/10            |
| GameSpot              | 8,5/10          |
| Русскоязычные издания |                 |
| Издание               | Оценка          |
| Absolute Games        | 86 %            |
| «PC Игры»             | 8,5/10          |
| StopGame.ru           | 10/10           |
| «Игромания»           | 9,0 из 10       |
| «Мир фантастики»      | 9/10            |
| «Страна игр»          | 8,5/10          |

### До выхода игры
Ещё до своего выхода игра получила несколько призов на различных игровых выставках и наград от игровых журналов:
- В 2006 году на выставке E3 игра признана лучшей RPG для PC (англ. Best PC RPG)[86].
- После E3 2006 журнал «Лучшие компьютерные игры» выставил игре «рейтинг надежд» 98 %[87].
- На прошедшей в апреле 2007 года в Москве Конференции разработчиков игр «Ведьмак» завоевал первый приз в номинации «Лучшая зарубежная игра»[88].
- В 2007 году на выставке E3 игра в очередной раз была признана лучшей RPG для ПК (англ. Best PC RPG)[89].

### После выхода игры
После своего выхода «Ведьмак» также получил множество положительных отзывов от игровой прессы. Высокими оценками критиков были отмечены музыкальное сопровождение, качественная графика и продуманный сюжет игры. В то же время критиками были отмечены и недостатки — долгое время загрузок локаций (в версии игры до патча 1.3), малое количество уникальных моделей NPC. Большинство из указанных недостатков разработчики позже исправили в специальном издании и патчах 1.3, 1.4 и 1.5.
- Редакция AG порекомендовала игру к покупке, выставив ей оценку 85 % и отметку «Наш выбор»[66].
- Игра заняла шестое место в списке «Итоги 2007 года: 10 лучших игр» по версии журнала «Игромания»[91][92].
- Также игра получила специальную награду от «Страны Игр» в номинации «Лучшая игра по мотивам»[93].
- По мнению журнала «Лучшие компьютерные игры», игра «Ведьмак» победила в номинации «Лучшая Игра 2007 года».
- Сайт IGN присудил игре титул «Выбор редакции» (англ. IGN Editor’s Choice Award)[64], а также «Ведьмак» вошёл в десятку лучших игр 2007 года по мнению редакции сайта (англ. Editor Top Ten Favorites of 2007)[94].
- Игра получила титул «Выбор редакции» (англ. Editor’s Choice) от сайта GameSpy[63], а также победила в номинации «Лучшая ПК РПГ 2007 года» (англ. PC RPG Game of the Year `07)[95] и вошла в десятку самых лучших игр 2007 года (англ. PC Top 10 Games of the Year `07)[95][96].
- По мнению ресурса GameBanshee, «Ведьмак» победил в номинации «РПГ 2007 года» (англ. RPG of the Year 2007)[97] и занял второе место в номинации «Лучшая графика» (англ. Best Graphics 2007)[98].
- По итогам 2007 года журнала «Мир фантастики» игра «Ведьмак» победила в номинациях «Лучшая игровая экранизация» и «Игра года»[99], Геральт стал «Героем года», а его мечи — «Оружием года»[100].
- Журнал «Навигатор игрового мира» признал игру лучшей RPG 2007 года, а Геральта — лучшим героем года[92].
- Журнал «PC Игры» выдал «Ведьмаку» специальную награду в номинации «Эротическая фантазия»[92].
- По мнению украинского журнала «Gameplay», игра «The Witcher» стала лучшей игрой платформы ПК[92].

## Факты
- Во вступительном ролике игры говорится, что действие происходит в 1270 году по летоисчислению саги, спустя 5 лет после окончания «Северных войн». На самом же деле «Северные войны» закончились в 1268 году[101].
- В мае 2007 года пользователи Linux создали петицию, направленную компании CD Projekt RED с требованием разработать версию игры под эту ОС[102], под которой подписалось более пяти тысяч человек.
- В декабре 2007 года появилось интервью польского сетевого ресурса «Gaminator» с Уве Боллом, который, среди прочего, планировал подумать о её экранизации[103]. В ответ на это заявление компания CD Projekt связалась с Анджеем Сапковским, и был получен ответ, что «Ведьмака» Уве Боллу снимать не дадут[104].
- В 2008 году сотрудники журнала «Forbes» предположили, что игра «Ведьмак» в ближайшие годы станет классикой жанра[105][106].
- Имя детектива Реймонд Марлоу, вероятно, является аллюзией на детектива Филипа Марлоу, персонажа книг Реймонда Чандлера, с которым сравнивали Геральта[107].

## Ремейк
26 октября 2022 года, спустя два дня после 15-летней годовщины «Ведьмака», компанией CD Project RED на странице в Twitter, посвящённой игровой серии, был анонсирован полностью сделанный с нуля ремейк игры. Ранее проект был анонсирован среди прочих 5 проектов компании под кодовым названием «Canis Majoris». Разработкой ремейка занимается польская студия Fool's Theory, в состав которой входят некоторые бывшие сотрудники CD Project RED, работавшие над оригинальным «Ведьмаком». В этом же анонсе было объявлено, что игра разрабатывается на игровом движке Unreal Engine 5, а сама игра находится на ранней стадии разработки и больше новостей стоит ожидать в дальнейшем.
«Мы хотим сделать всё правильно, поэтому, пожалуйста, наберитесь терпения — пройдёт определённое время, прежде чем мы сможем поделиться подробностями» - пост в Twitter на официально странице игровой серии @witchergame.